# Michele Raven
Michele Raven (Saratoga Springs, Nueva York; 7 de marzo de 1970) es una ex actriz pornográfica estadounidense.

## Biografía
Nació en marzo de 1970 en la ciudad de Saratoga Springs, ubicada en el condado neoyorquino de Saratoga. Creció en el sur de California, donde estudió Optometría, disciplina en la que trabajó como óptica tanto en California como en Carolina del Norte, donde se desplazó después de casarse.
Entró en la industria pornográfica en el año 2000, con 30 años de edad. Al igual que otras tantas actrices que comenzaron con más de treinta años en la industria, por su físico, edad y atributos fue etiquetada como una actriz MILF.
Como actriz trabajó para estudios como Extreme Associates, Visual Images, Seduction, Digital Dreams, Metro, Elegant Angel, Sin City, Vivid, Odyssey, Fat Dog, Midnight Video, New Sensations o Mavrick, entre otras.
En 2003 recibió tres nominaciones en los Premios AVN. Destacó la de Artista femenina del año, pero también las de Mejor escena escandalosa de sexo por Lady Fellatio 2: Desperately Seeking Semen y a la Mejor escena de sexo en grupo por Vision.
Se retiró finalmente como actriz en 2009, con algo más de 210 películas como actriz.
Algunas películas suyas son A Holes 4, Butt Hutt, Deepest Throat, Forthcoming, Gang Bang Angels 11, Hard to Swallow 9, Mason's Dirty Trixxx, MILF Seeker 18, On the Prowl 3, She's So Anal o Things We Do For Love.

## Premios y nominaciones
| Año  | Ceremonia   | Resultado | Premio                           | Trabajo                                    |
| ---- | ----------- | --------- | -------------------------------- | ------------------------------------------ |
| 2001 | CAVR Awards | Nominada  | Hottest Porn Star                | —                                          |
| 2003 | Premios AVN | Nominada  | Artista femenina del año         | —                                          |
| 2003 | Premios AVN | Nominada  | Mejor escena escandalosa de sexo | Lady Fellatio 2: Desperately Seeking Semen |
| 2003 | Premios AVN | Nominada  | Mejor escena de sexo en grupo    | Vision                                     |